# Николај Кузњецов (агент)
Николај Иванович Кузњецов (рус. Николай Иванович Кузнецов; Зирјанка, 27. јул 1911 — Броди, 9. март 1944) је био совјетски обавештајни агент и партизан који је деловао у окупираној Украјини током Другог светског рата. Кузњецов је био на челу неколико комплексних операција, укључујући убиства и отмице високих нацистичких званичника у регионима Ровна и Лавова, као што су успешне операције против немачког врховног судије за Украјину, вицегувернера Галиције, саветника рајхскомесара Украјине, тројице немачких генерала итд. Кузњецов је такође први обавештајни агент који је открио немачке планове о покретању великог масовног напада код Курска, информације о немачким ракетама V-2, Хитлеровом бункеру код Винице немачким плановима да се подигне устанак на Кавказу против СССР и Хитлерове планове да се убију вође Совјетског Савеза, Сједињених Држава и Уједињеног Краљевства током Техеранске конференције. Убијен је 9. марта у обрачуну са припадницима Украјинске побуњеничке армије Степана Бандере близу Лавова. Николај Иванович Кузњецов је постхумно одликован орденом Хероја Совјетског Савеза.

## Детињство и младост
Рођен је у сељачкој породици у Јекатаринбуршкој области, у селу Зиријанки удаљеном 225 km од Свердловска (данас Јекатеринбург). Био је треће по реду дете Ивана Павловича Кузњецова, учесника Октобарске револуције и борца Црвене армије, и Ане Петровне. Породица Кузњецов се 1932. године преселила се у Свердловск, а у исто време Николај је уписао Индустријски факултет у овом граду. По завршетку студија запослио се у Уралмашзаводу, где је радио као контролни инжењер у конструкционом бироу.
Након открића свог талента за језике научио је немачки, есперанто, пољски, украјински, енглески језик и језик народа Коми. Говорио је немачки толико добро да су немачки инжењери који су ту радили мислили да је он рођени Немац. Ти Немци су били из различитих делова Немачке и говорили су различитим дијалектима и наречјима, те је он, дружећи се са њима, научио многе локализме, жаргонске изразе и специфичности појединих говорних подручја. Свој дипломски рад је 1936. године одбранио на немачком језику.

## Приступање НКВД-у
Током 1938. године, Кузњецов се преселио у Москву и ступио је у НКВД, али је и даље формално радио као инжењер у једној Московској фабрици. У Чеки је завршио падобранску, скијашку и стрељачку обуку, курс борилачких вештина, обучавао се за управљање аутомобилом и мотором, завршио је школу плеса, обучавао се за извођење диверзантских акција. Већ је поседовао изузетну културу и веома широко образовање.
Током зиме 1939. године, у јеку совјетско-финског рата, одлази у Лењинград одакле је пребачен у Финску где је обављао неку тајну мисију, о којој нема довољно конкретних података.

## Велики отаџбински рат

### Завршне припреме
Када је почео Велики отаџбински рат, Кузњецов је захтевао да буде послат у непријатељску позадину, где би обављао обавештајне активности. Одлучено је да се Кузњецов пошаље у Ровно, град који су Немци прогласили престоницом Украјине и у који су сместили готово све важније институције и штабове, који су били везани за Источни фронт. Замишљено је било да се Кузњецов убаци у неку од тих институција и да одатле прикупља информације од највећег значаја.
У бази за обуку он је добио псеудоним Николај Васиљевич Грачев. Морао је да научи имена, чинове и функције великог броја људи, од највиших нацистичких званичника до својих команданата, командира и сабораца. Изучавао је сва документа са којима је један немачки војник морао да се сусреће, од војних докумената до обичних возних карти. Морао је да у детаље познаје место у којем је наводно родио и одрастао, да познаје обичаје, навике и менталитет људи са којима је наводно живео. Било је неопходно да до детаља познаје изглед војне школе коју је похађао, имена својих предавача и колега са класе. Памтио је продавнице, ресторане, биоскопе и кафане које је наводно посећивао. Резултате утакмица којима је могао да присуствује, популарне песме које је могао да пева... Знао је до детаља структуру и историју нацистичке партије и Вермахта, биографије нацистичких вођа и њихове цитате.
У склопу обуке радио је као преводилац на саслушању заробљених официра и смештан је у заробљенички логор где је више пута стављен на пробу његов нови идентитет. Заробљеници нису посумњали да се не ради о њихов сународнику.
Да би његов нови идентитет немачког аристократе био потпун, све што је поседовао морало је да буде немачке производње осим сата који је био швајцарски. Набављен му је и златни прстен са монограмом, који је вешто преправљен да одговара иницијалима његовог новог идентитета.

### Паул Вилхелм Зиберт
Кузњецов је преузео идентитет поручника Паула Вилхелма Зиберта, који је био заробљен и смештен у заробљенички логор близу Москве. Зиберт је био поручник 230. пешадијског пука 76. пешадијске дивизије. Рођен је 28. јула 1913. године у Кенигзбергу. Отац, Ернест је био шумар, погинуо је у мазурској бици 1915. године. До одласка у рат служио је на имању грофа Рихарда Јона Шлобитена. Мајка Хилда, рођена Кинерт је преминула неколико година пре избијања Другог светског рата. Паул је пре ступања у војну школу радио на истом имању, као помоћник управника.
Зиберт је завршио подофицирску школу у Берлину, а потом је учествовао у походу на Пољску. У рату са Французима зарадио је чин лајтанта и Гвоздени крст Првог и Другог реда. Учествовао је и у походу на Русију. У касну јесен 1941. рањен је у близини Курска и тада је одликован медаљом Зимски поход на исток. До пуног опоравка и повратка у своју јединицу распоређен је на дужности у Виртшафтскоманди, која се бавила искоришћавањем материјалних добара из окупираних крајева СССР.

### Победници
Одред Победници је падобранима почетком лета 1942. пребачен у источну Украјину и почео свој пут на запад ка Ровну. Кузњецов и други део пдреда су избачени падобраном крајем јула 1942. чиме је број припадник одреда нарастао на 100.

#### Откриће планова за операцију Цитадела
Својетски партизани су планирали убиство Ериха Коха, рајхскомесара Украјине.
Немци су 20. априла 1943. организовали параду у част Хитлеровог рођендана. Кузњецов је предложио убије Коха на паради, иако би то био самоубилачки покушај. Од тога је одустао јер се Кох није појавио на паради.
Други покушај је замишљен тако да Кузњецов са једном девојком затражи пријем код Коха представившши ту девојку као своју вереницу чије су родитеље убили комунисти и која је добила наређење да иде у Немачку на природни рад. Кох је имао право да одобри бракове између немачких војника и словенских девојака. Кох је такође био из Источне Пруске као и прави Паул Вилхелм Зиберт. Кузњецов није убио Коха проценивши да он и девојка не би имали шансе да се живи извуку. Међутим, овом приликом је Кох потврдио оно што су у совјетској врховној команди наслућивали - да Немци планирају велику операцију у избочини око Курска.

#### Атентати на нацистичке званичнике
Кузњецову је наређено да убије Коховог заменика Паула Даргела. Паул Даргел је живео у једној палати у Ровну у крају резервисаном за немачке официре. Крај је био добро чуван, а Пољацима и Украјинцима је био забрањен улазак. Кузњецов је од доушника сазнао Даргелову дневну рутину, да иде пешке, да га увек прати ађутант који носи црвену кожну торбу и да испред њих иду војни полицајци који проверавају безбедност. Одређено је да се атентат изврши 20. септембра. Кузњецов је са возачем у аутомобилу дошао на пут којим Даргел иде и видео двојицу мушкараца, од којих је један носио црвену кожну торбу. Кузњецов је изашао из аутомобила и убио обојицу, а затим се колима брзо удаљио у базу одреда Победници. Два дана касније локалне новине су објавиле вести о атентату и испотавило се да Кузњецов није убио Даргела, већ економисту Ханса Гела. Месец дана касније Кузњецов је извео други атентат на Даргела, овај пут антитенковском мином. Даргел је био тешко рањен и ампутиране су му обе ноге.

#### Разотркивање операције Дуги скок
Кузњецовљев приступ великој количини новца га је учинио популарним међу немачким војницима, који су од њега тражили позајмице. Тако је Кузњецов спријатељио са СС-оберштурмбанфирером Гестапа Улрихом фон Ортелом. На једној забави фон Ортел му је пијан открио да Немци организују специјалне јединице под заповедништвом Ота Скорценија. Међутим, Кузњецов од фон Ортела није могао да открије где и зашто ће се искористити ова специјална јединица. Међутим, фон Ортел је Лидији Лисовској рекао да иде на специјалну мисију и да ће јој у повратку донети персијски ћилим. Тако је НКВД сазнао да Немци спремају некакву тајну операцију у Ирану, тј. да су открили да ће се у Техерану одражати конференција тројице савезничких лидера: Стаљина, Черчила и Рузвелта.